# Wearable

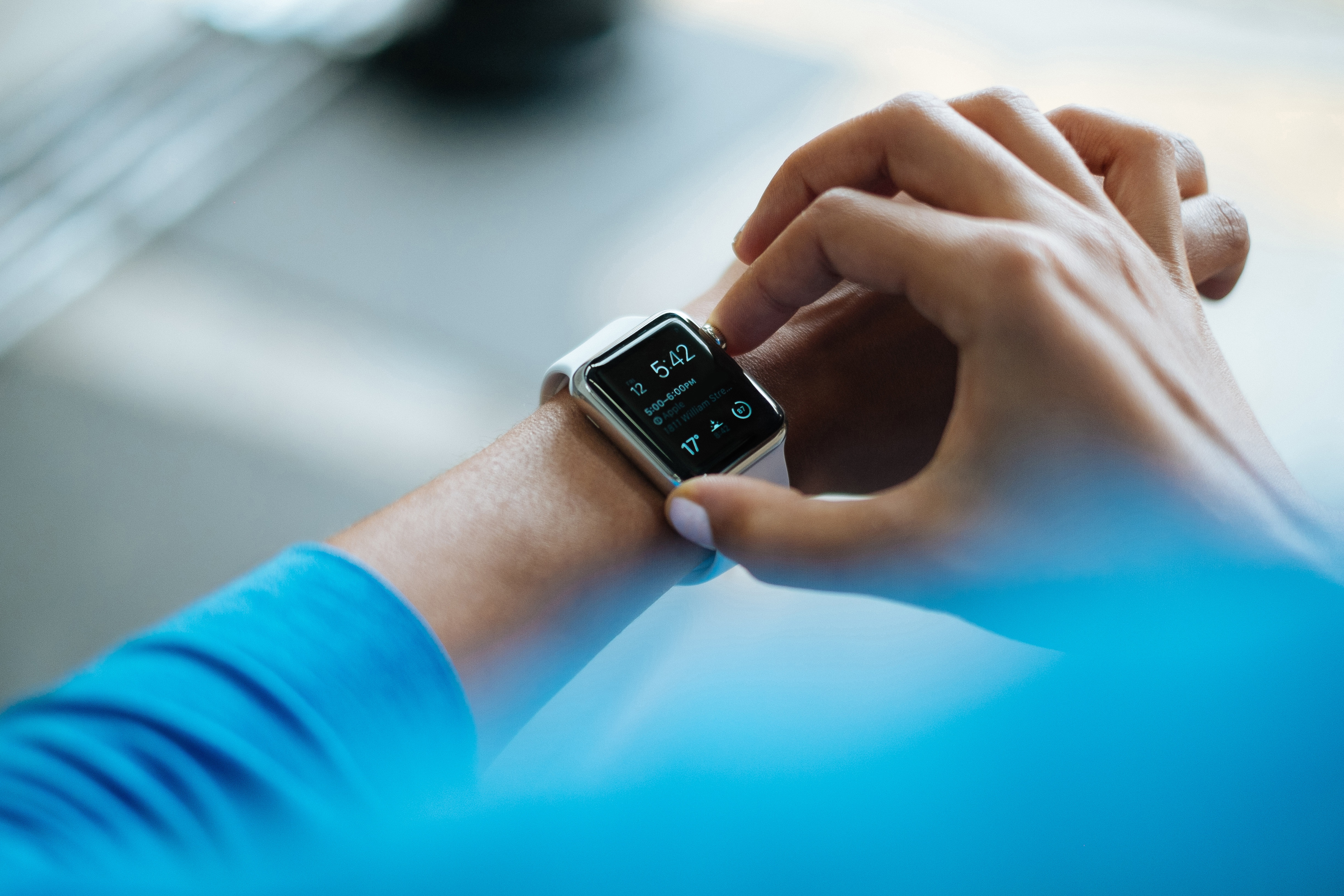
Smartwatch – urządzenie typu wearable

Wearable, urządzenie ubieralne, komputer ubierany – ubrania oraz akcesoria zawierające w sobie komputer oraz zaawansowane technologie elektroniczne.
Wearable stanowią jeden z przykładów implementacji Internetu rzeczy, ponieważ są częścią sieci obiektów fizycznych wyposażonych w elektronikę, czujniki oraz oprogramowanie, za pomocą których zdolne są łączyć się pomiędzy sobą, producentem i innymi użytkownikami bez potrzeby ingerencji człowieka.
Według prognoz wartość branży wearable do 2020 roku wynieść ma globalnie 31,27 miliardów dolarów. Jednymi z pierwszych urządzeń typu wearable produkowanymi na masową skalę stały się smartzegarki oraz inteligentne bransoletki, mierzące podstawowe funkcje życiowe organizmu oraz służące do kontroli aktywności fizycznej człowieka. Urządzeniem ubieralnym są też smartglasses (inteligentne okulary), do których zalicza się Google Glass. W rynek wearable zaangażowali się producenci elektroniki, tacy jak Google, Apple, Samsung, Xiaomi i Sony, a także producenci ubrań jak Nike czy Adidas.